# Mathieu Gaudet
Mathieu Gaudet (né le 22 août 1979 à Saint-Jérôme au Québec au Canada) est un auteur-compositeur-interprète québécois. Il a tout d'abord été connu pour sa participation à la première saison de la télé-réalité Loft Story.

## Discographie
- Road trip (2004)
- Au bazar superficiel (2007)
- Les animaux (2009)

## Divers
- Mathieu Gaudet est accompagné par la volée de castor, Martin Giroux et Amélie Veille sur sa chanson On sort au grand air. Les profits des téléchargements sont versés à la Fondation des étoiles.